# Marie-Emmanuelle Chessel
Pour les articles homonymes, voir Chessel (homonymie).
Marie-Emmanuelle Chessel est une chercheuse française. Directrice de recherche au CNRS, elle exerce au Centre de Sociologie des Organisations de Sciences-Po. Ses travaux de recherche portent sur l'histoire de la société de consommation en France et dans les pays occidentaux au XXe siècle, ainsi que sur les milieux patronaux chrétiens.

## Publications
- Consommateurs engagés à la Belle Époque : La Ligue sociale d'acheteurs, Sciences Po Les Presses, 14 juin 2012, 344 p. (ISBN 9782724612561, lire en ligne)[1]
- avec Patrick Castel, À la recherche de la décision : Études de cas en sciences sociales, Presses universitaires du Septentrion, 7 mars 2024, 164 p. (ISBN 9782757440926, lire en ligne)[2]

## Récompenses et distinctions
- Chevalière de la Légion d'honneur (2014)[3]
- Médaille d'argent du CNRS (2014)[4]